# Togashi Cayman
Togashi Cayman (富樫敬真 Togashi Keiman, sinh ngày 10 tháng 8 năm 1993 ở New York City) là một cầu thủ bóng đá người Nhật Bản gốc Hoa Kỳ thi đấu cho Yokohama F. Marinos.

## Sự nghiệp
Anh có bố là người Nhật Bản và mẹ là người Hoa Kỳ, Togashi được nuôi dưỡng ở New York trước khi chuyển đến Japan cùng với gia đình lúc 6 tuổi. Họ sống ở Yokohama. Từ nhỏ, anh đã nằm trong Yokohama F. Marinos, câu lạc bộ lớn nhất trong thành phố của anh. Anh là Cầu thủ chỉ định đặc biệt năm 2015, sau đó anh ký hợp đồng năm 2016.

## Thống kê câu lạc bộ
Cập nhật đến ngày 2 tháng 1 năm 2018.
| Thành tích câu lạc bộ | Thành tích câu lạc bộ | Thành tích câu lạc bộ | Giải vô địch | Giải vô địch | Cúp                   | Cúp                   | Cúp Liên đoàn | Cúp Liên đoàn | Tổng cộng | Tổng cộng |
| Mùa giải              | Câu lạc bộ            | Giải vô địch          | Số trận      | Bàn thắng    | Số trận               | Bàn thắng             | Số trận       | Bàn thắng     | Số trận   | Bàn thắng |
| Nhật Bản              | Nhật Bản              | Nhật Bản              | Giải vô địch | Giải vô địch | Cúp Hoàng đế Nhật Bản | Cúp Hoàng đế Nhật Bản | Cúp Liên đoàn | Cúp Liên đoàn | Tổng cộng | Tổng cộng |
| --------------------- | --------------------- | --------------------- | ------------ | ------------ | --------------------- | --------------------- | ------------- | ------------- | --------- | --------- |
| 2015                  | Yokohama F. Marinos   | J1                    | 4            | 1            | 0                     | 0                     | –             | –             | 4         | 1         |
| 2016                  | Yokohama F. Marinos   | J1                    | 18           | 5            | 4                     | 0                     | 3             | 1             | 25        | 6         |
| 2017                  | Yokohama F. Marinos   | J1                    | 16           | 2            | 4                     | 1                     | 2             | 0             | 22        | 3         |
| Tổng cộng             | Tổng cộng             | Tổng cộng             | 38           | 8            | 8                     | 1                     | 5             | 1             | 51        | 10        |
| 2018                  | FC Tokyo              | J1                    | 0            | 0            | 0                     | 0                     | 0             | 0             | 0         | 0         |
| Tổng                  | Tổng                  | Tổng                  | 0            | 0            | 0                     | 0                     | 0             | 0             | 0         | 0         |
| Tổng cộng sự nghiệp   | Tổng cộng sự nghiệp   | Tổng cộng sự nghiệp   | 38           | 8            | 8                     | 1                     | 5             | 1             | 51        | 10        |